# Lopesia niloticae
Lopesia niloticae är en tvåvingeart som beskrevs av Gagne 1993. Lopesia niloticae ingår i släktet Lopesia och familjen gallmyggor.
Artens utbredningsområde är Kenya. Inga underarter finns listade i Catalogue of Life.